# Great Warford
Great Warford is een civil parish in het bestuurlijke gebied Cheshire East, in het Engelse graafschap Cheshire met 750 inwoners.